# Ruanes
Ruanes è un comune spagnolo di 102 abitanti situato nella comunità autonoma dell'Estremadura, in provincia di Cáceres.